# ÖBB 2190 sorozat
Az ÖBB 2190 sorozat egy osztrák Bo tengelyelrendezésű keskeny nyomtávú dízelmozdony volt. Összesen 3 db épült belőle 1934-ben és 1936-ban. Az ÖBB a sorozatot 2000-ben selejtezte.